# 拉丁美洲音乐

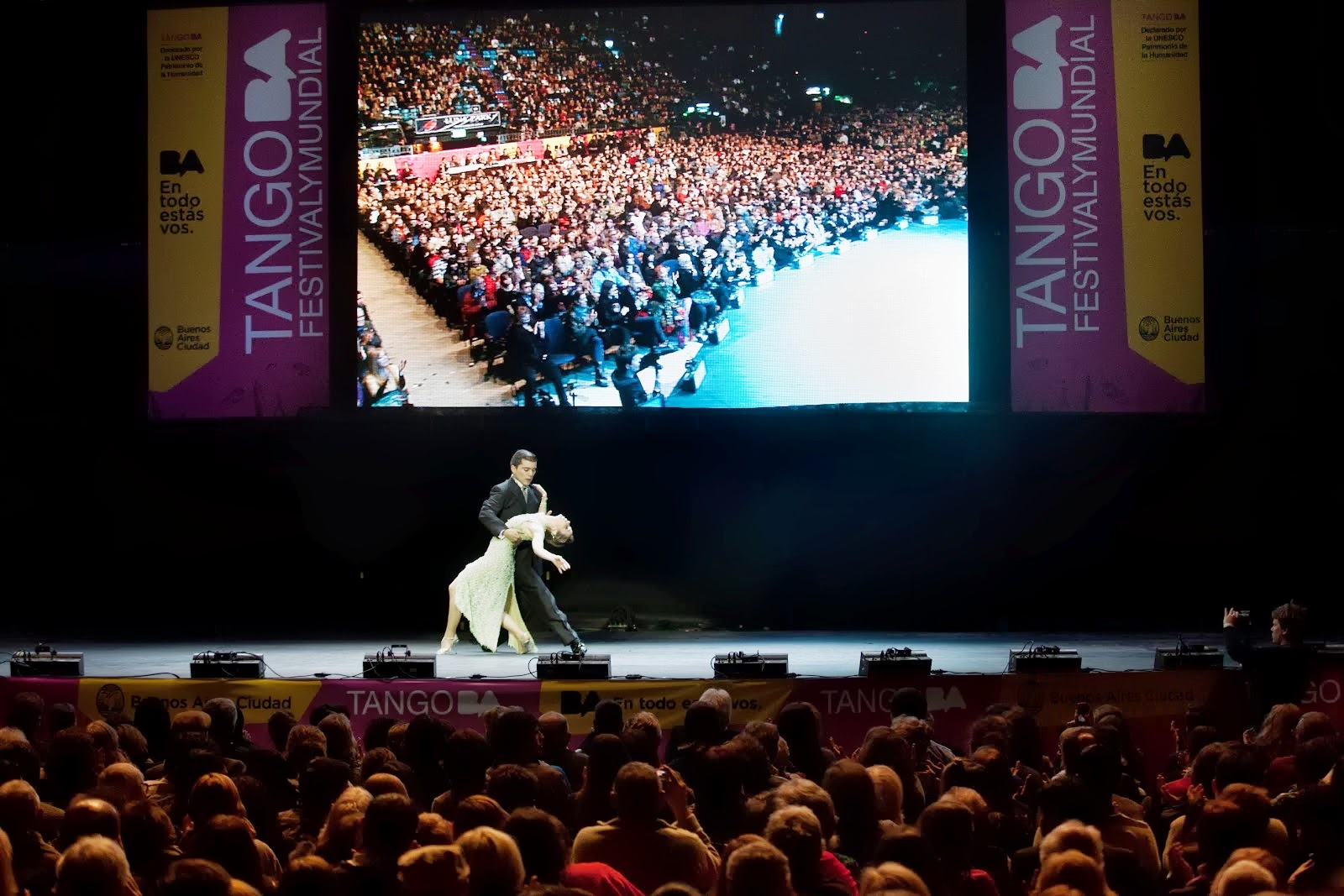
探戈

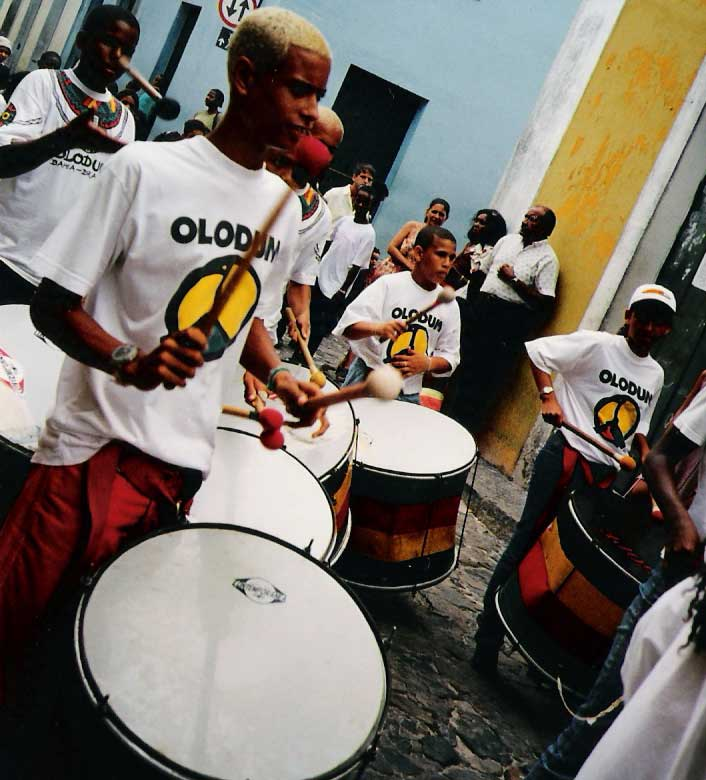
巴西桑巴鼓团演奏

拉丁美洲音乐（英語：Music of Latin America）基本有三种类型：印第安音乐、黑人音乐和印欧混血人的民间音乐。
印第安人的音乐主要分布在秘鲁、厄瓜多尔、玻利维亚等印第安人比较集中的地区，主要乐器有排萧和竖笛，唱腔高亢，有高原的特点。
黑人音乐主要分布在加勒比海地区、巴西、哥伦比亚、委内瑞拉和秘鲁的沿海地区，这种音乐中节奏起决定性作用，常有强烈的切分节奏，打击乐是必不可少的，用汽油桶做的钢鼓可以演奏出旋律，甚至可以演奏交响乐。歌曲多采用呼应式，一领众合，现代拉丁舞的舞曲如桑巴、恰恰恰、探戈等都受到拉丁美洲黑人音乐的很大影响。
民间音乐的基础是西班牙和葡萄牙的音乐，但已经有所改变，常伴有淡淡的哀怨、忧郁色彩，节拍多采用6/8拍和3/4拍，音色柔和抒情。